# Staffellinae
Staffellinae es una subfamilia de foraminíferos bentónicos de la familia Staffellidae, de la superfamilia Fusulinoidea, del suborden Fusulinina y del orden Fusulinida. Su rango cronoestratigráfico abarca desde el Viseense (Carbonífero inferior) hasta el Djulfiense (Pérmico superior).

## Discusión
Clasificaciones más recientes incluyen Staffellinae en la superfamilia Staffelloidea, y en la subclase Fusulinana de la clase Fusulinata. Otras clasificaciones incluyen Staffellinae en la superfamilia Staffelloidea.

## Clasificación
Staffellinae incluye a los siguientes géneros:
- Caspiella †
- Chenia †
- Eoverbeekina †
- Haoella †
- Hayasakaina †
- Jinzhangia †
- Leella †
- Mufushanella †
- Nankinella †, también considerado en Subfamilia Nankinellinae
- Palaeoreichelina †
- Palaeostaffella †
- Pamirina †
- Pisolina †
- Reitlingerina †, también considerado en Subfamilia Nankinellinae
- Sphaerulina †
- Staffella †
- Zarodella †

Otros géneros considerados en Staffellinae son:
- Chinlingella †, aceptado como Pamirina
- Levenella †, aceptado como subgénero de Pamirina, es decir, Pamirina (Levenella)
- Levenia †, considerado subgénero de Pamirina, es decir, Pamirina (Levenia), y sustituido por Levenella
- Nanpanella †, aceptado como subgénero de Pamirina, es decir, Pamirina (Nanpanella)
- Nummulostegina †, de posición taxonómica incierta
- Turgutia †, aceptado como Chenia